# Firn
Firn (od švajcarske nemačke reči firn sa značenjem „lanski”, srodno sa pre) posebno je zbijen oblik snega. Ovaj tip snega je preostao od prošlih sezona i bio je rekristalizovan u supstancu gušću od neve. To je led koji je u srednjoj fazi između snega i ledenjačkog leda. Firn ima izgled vlažnog šećera, ali ima tvrdoću koja ga čini izuzetno otpornim na lopatanje. Njegova gustina se uglavnom kreće od 0,4 g/cm3 do 0,83 g/cm3, i često se može naći ispod snega koji se akumulira na vrhu glečera.
Pahuljice se sabijaju pod težinom nadkrivajućeg snežnog pokrivača. Pojedinačni kristali u blizini tačke topljenja su polutečni i klizavi, što im omogućava da klize duž drugih kristalnih ravni i da ispunjavaju prostore između njih, povećavajući gustinu leda. Tamo gde se kristali dodiruju, oni se vezuju, istiskujući vazduh između sebe na površinu ili u mehuriće.
U letnjim mesecima metamorfoza kristala može se odvijati brže zbog prodiranja vode između kristala. Do kraja leta, rezultat je firn. Minimalna nadmorska visina na kojoj se firn akumulira na glečeru naziva se granica firna, linija firna ili snežna linija.

## Spisak firnova
- Daniel Brunov firn[4]
- Drajerov firn[5]
- Ist Nortvol firn[6][7][8][9]
- Ring firn
- Sven Hedin firn[10]
- Vest Nortvol firn[6][11][12][13]

## Druge upotrebe
U kolokvijalnom i tehničkom jeziku, 'firn' se koristi za opisivanje određenih oblika starog snega:
- Stara snežna polja ili neve (Firnfelder), čak i ako sneg još nije star godinu dana
- noviji snežni slojevi glečera ('firnirani' lednik)
- najviši, mekani sloj snega koji se smrzao preko noći i, kao rezultat prolećnog sunca i visokih temperatura vazduha, formira se na području starog snega (padine bivaju firnirane; u Švajcarskoj se naziva Sulz, dok se ovaj izraz u Nemačkoj odnosi na sneg do određene dubine na kojoj skijanje nizbrdo više nije prijatno)

## Literatura
- „Firn”. Encyclopædia Britannica.
- „Fundamentals of Physical Geography”. physicalgeography.net.
- Machguth, Horst; MacFerrin, Mike; van As, Dirk; Box, Jason E.; Charalampidis, Charalampos; Colgan, William; Fausto, Robert S.; Meijer, Harro A. J.; Mosley-Thompson, Ellen; van de Wal, Roderik S. W. (април 2016). „Greenland meltwater storage in firn limited by near-surface ice formation” (PDF). Nature Climate Change. 6 (4): 390—393. Bibcode:2016NatCC...6..390M. S2CID 33914856. doi:10.1038/nclimate2899.
- Hambrey, Michael; Alean, Jürg (2004). Glaciers (2nd изд.). Cambridge University Press. ISBN 978-0-521-82808-6. OCLC 54371738.
- Benn, Douglas I.; Evans, David J.A. (1999). Glaciers and Glaciation. Arnold. ISBN 978-0-470-23651-2. OCLC 38329570.
- Bennett, M.R.; Glasser, N.F. (1996). Glacial Geology: Ice Sheets and Landforms. John Wiley & Sons. ISBN 978-0-471-96344-8. OCLC 33359888.
- Hambrey, Michael (1994). Glacial Environments. University of British Columbia Press, UCL Press. ISBN 978-0-7748-0510-0. OCLC 30512475.
- Knight, Peter G (1999). Glaciers. Cheltenham: Nelson Thornes. ISBN 978-0-7487-4000-0. OCLC 42656957.
- Walley, Robert (1992). Introduction to Physical Geography. Wm. C. Brown Publishers.
- W.S.B. Paterson (1994). Physics of Glaciers (3rd изд.). Pergamon Press. ISBN 978-0-08-013972-2. OCLC 26188.
- Moon, Twila (2017). „Saying goodbye to glaciers”. Science. 356 (6338): 580—581. PMID 28495713. S2CID 23140749. doi:10.1126/science.aam9625.
- Post, Austin; LaChapelle, Edward R (2000). Glacier ice. Seattle: University of Washington Press. ISBN 978-0-295-97910-6.
- Staff (9. 6. 2020). „Millions at risk as melting Pakistan glaciers raise flood fears”. www.aljazeera.com. Приступљено 9. 6. 2020.
- Craig, Tim (12. 8. 2016). „Pakistan has more glaciers than almost anywhere on Earth. But they are at risk.”. Washington Post (на језику: енглески). ISSN 0190-8286. Приступљено 4. 9. 2020. „With 7,253 known glaciers, including 543 in the Chitral Valley, there is more glacial ice in Pakistan than anywhere on Earth outside the polar regions, according to various studies.”
- Brown, Molly Elizabeth; Ouyang, Hua; Habib, Shahid; Shrestha, Basanta; Shrestha, Mandira; Panday, Prajjwal; Tzortziou, Maria; Policelli, Frederick; Artan, Guleid; Giriraj, Amarnath; Bajracharya, Sagar R.; Racoviteanu, Adina (новембар 2010). „HIMALA: Climate Impacts on Glaciers, Snow, and Hydrology in the Himalayan Region”. Mountain Research and Development. International Mountain Society. 30 (4): 401—404. S2CID 129545865. doi:10.1659/MRD-JOURNAL-D-10-00071.1. hdl:2060/20110015312.
- Simpson, D.P. (1979). Cassell's Latin Dictionary (5 изд.). London: Cassell Ltd. стр. 883. ISBN 978-0-304-52257-6.
- Bindschadler, R.A.; Scambos, T.A. (1991). „Satellite-image-derived velocity field of an Antarctic ice stream”. Science. 252 (5003): 242—46. Bibcode:1991Sci...252..242B. PMID 17769268. S2CID 17336434. doi:10.1126/science.252.5003.242.
- Kaser, Georg; Noggler, Bernd (1991). „Observations on Speke Glacier, Ruwenzori Range, Uganda”. Journal of Glaciology. 37 (127): 313—318. Bibcode:1991JGlac..37..313K. doi:10.1017/S0022143000005736 .
- Hastenrath, Stefan (1984). The Glaciers of Equatorial East Africa. Solid Earth Sciences Library. Kluwer Academic Publishers. ISBN 978-90-277-1572-2.
- „East African Highlands | ICCI – International Cryosphere Climate Initiative”. Iccinet.org. Архивирано из оригинала 2014-03-07. г. Приступљено 2014-03-07.
- Dr. Sue Ferguson, United States Department of Agriculture Forest Service. „Types of Glacier”. University of Colorado, Boulder, Colorado: National Snow and Ice Data Center. Архивирано из оригинала 17. 4. 2010. г. Приступљено 1. 6. 2010.
- Office of Polar Programs (OPP) (26. 4. 2010). „The Antarctic Treaty”. The National Science Foundation, Arlington, Virginia. Архивирано из оригинала 28. 6. 2010. г. Приступљено 1. 6. 2010.
- „Bre - NVE”. www.nve.no. Архивирано из оригинала 22. 6. 2017. г. Приступљено 30. 4. 2018.
- „Saltfjellet-Svartisen - Norske Naturperler”. naturperler.com. Архивирано из оригинала 22. 4. 2016. г. Приступљено 30. 4. 2018.
- White, Sidney E. (2001). „Glaciers of Mexico” (PDF). Glaciers of North America. United States Geological Survey. Архивирано (PDF) из оригинала 17. 10. 2012. г. Приступљено 8. 7. 2012.
- Rignot E., Kanagaratnam P. (2006). „Changes in the velocity structure of the Greenland Ice Sheet”. Science. 311 (5763): 986—990. Bibcode:2006Sci...311..986R. PMID 16484490. S2CID 22389368. doi:10.1126/science.1121381.
- Chinn, Trevor J.H., (1988),Glaciers of New Zealand Архивирано 2008-07-06 на сајту , in Satellite image atlas of glaciers of the world, U.S. Geological Survey professional paper; 1386,  0-607-71457-3.
- Chinn, Trevor J.H., (1988), Glaciers of New Zealand Архивирано на веб-сајту  (6. јул 2008), in Satellite image atlas of glaciers of the world, U.S. Geological Survey professional paper; 1386,  0-607-71457-3.
- Rodríguez, Jeanfreddy Gutiérrez and María Fernanda (2019-01-15). „Watching Venezuela's Last Glacier Disappear”. The Atlantic. ISSN 1072-7825. Приступљено 2019-01-27.
- „NASA – Earth's Non-polar Glaciers and Ice Caps”. www.nasa.gov. Архивирано из оригинала 23. 5. 2017. г. Приступљено 30. 4. 2018.
- Dinesh Kumar (13. 4. 2014). „30 Years of the World's Coldest War”. The Tribune. Chandigarh, India. Архивирано из оригинала 17. 4. 2014. г. Приступљено 18. 4. 2014.

## Spoljašnje veze
- „USGS Glossary of Selected Glacier and Related Terminology”. ulcan.wr.usgs.gov. Архивирано из оригинала 03. 02. 2014. г. Приступљено 05. 09. 2020.
- „Description of Ice Streams”. British Antarctic Survey. Архивирано из оригинала 11. 2. 2009. г. Приступљено 26. 1. 2009.